# Avola
Avola – miasto i gmina we Włoszech, w regionie Sycylia, w prowincji Syrakuzy.
Według danych na rok 2004 gminę zamieszkiwało 31 080 osób, 420 os./km².
W mieście jest stacja kolejowa Avola.